# Gymnechinus abnormalis
Gymnechinus abnormalis is een zee-egel uit de familie Toxopneustidae.
De wetenschappelijke naam van de soort werd in 1925 gepubliceerd door Hubert Lyman Clark.